# Błękitne Hawaje
Błękitne Hawaje (ang. Blue Hawaii) – film muzyczny z 1961 roku, którego akcja rozgrywa się na Hawajach. Główną rolę gra w nim Elvis Presley.

## Fabuła
Chad Gates (Presley) zaraz po odbyciu służby w wojsku, wraca do domu na Hawaje. Do swojej deski surfingowej, kumpli z plaży i dziewczyny. Jego ojciec chce, by pracował w Wielkim Południowo – hawajskim Przedsiębiorstwie Owoców, ale Chad jest temu niechętny. Postanawia więc pracować jako przewodnik wycieczek w agencji swojej dziewczyny.

## Filmowe plenery
Duża część filmu została nakręcona w Coco Palms Resort na wschodnim wybrzeżu wyspy Kauaʻi. Kurort został opuszczony po huraganie Iniki w 1992 roku, ale teraz jest ponownie odbudowywany.
Innym miejscem, w którym kręcono film, był punkt obserwacyjny Tantalus, z którego rozciąga się widok na Honolulu. Chad i jego dziewczyna Maile byli tam na pikniku.
Sceny z domkiem Chada na plaży filmowano w Hanauma Bay, wulkanicznym kraterze, który jest połączony z otwartym morzem. To kilka mil od plaży Waikīkī.

## Pozostałe informacje
W filmie wspomniane jest, że rodzice Chada mieszkają w Kāhala, jednej z najdroższych i najbardziej ekskluzywnych części Honolulu. Z ich tarasu widoczna jest Diamond Head, rozciągająca się od plaży Waikīkī do centrum Honolulu. Jest to błąd, ponieważ Kāhala leży po drugiej stronie Diamond Head i nie widać stamtąd Waikīkī.
„Błękitne Hawaje” to pierwszy z trzech filmów Presleya nakręcony na Hawajach. Później były jeszcze Dziewczyny! Dziewczyny! Dziewczyny! z 1962 roku i Podrap mnie w plecy z 1965.
W 1961 roku kiedy film trafił na ekrany, Angela Lansbury, która zagrała matkę Elvisa, nie miała jeszcze 36 lat. Elvis Presley miał 26 lat. Lansbury powiedziała później, że ta rola była najgorszą w jej karierze.
Ten film w pewnym sensie pokazał i ustanowił schemat jaki miał dominować w przyszłych filmach Presleya (kojarzone z pięknymi plenerami i kobietami). Prawie wszystkie te muzyczne komedie były dobrze przyjęte przez publiczność, podczas gdy „poważniejsze” filmy takie jak Płonąca gwiazda, Dzikus z prowincji i Charro! nie zrobił większego wrażenia. Błękitne Hawaje były jednym z większych sukcesów Elvisa w jego filmowej karierze.
Presley chcąc odegrać się na Akademii Nagród przerobił tytuł piosenki Binga Crosby’ego i nagrał remake, który zdobył nagrodę Akademii. Przedstawił go młodej widowni, która nie pamiętała oryginalnej wersji. Nagranie „Can’t Help Falling in Love” porównuje się do jego 10 najlepszych.
Ścieżka dźwiękowa z Błękitnych Hawajów przez 79 tygodni była na listach przebojów, w tym 20 tygodni na pierwszym miejscu i sprzedała się w nakładzie ponad 2 milionów egzemplarzy.

## Obsada
- Elvis Presley jako Chad Gates
- Joan Blackman jako Maile Duval
- Angela Lansbury jako Sarah Lee Gates
- Nancy Walters jako Abigail Prentice
- Jenny Maxwell jako Ellie Corbett
- Pamela Austin jako Selena (Sandy) Emerson (as Pamela Kirk)
- Darlene Tompkins jako Patsy Simon
- Christian Kay jako Beverly Martin
- Roland Winters jako Fred Gates
- John Archer jako Jack Kelman
- Howard McNear jako Mr. Chapman